# Nilaus
Nilaus is een geslacht van zangvogels uit de familie Malaconotidae (bosklauwieren).

## Soorten
Het geslacht kent de volgende soort:
- Nilaus afer – Broebroe